# Тираспольська площа
Тира́спольська площа — одна із площ Одеси, розташована в історичному центрі на розі вулиць Преображенської, Святослава Караванського, Тираспольської і Ніжинської.
Довгий час площа не мала офіційної назви. Так, у 1825 році це місце вказується як «Трикутний майдан за поліцією» (поліція знаходиться на вулиці Преображенській, між вулицями Ніни Строкатої і Святослава Караванського), у 1849 році — «площа навпроти поліції», а у 1864 році — «площа, де зведені міські ваги». Тільки 14 січня 1867 року площа дістала сучасну назву.

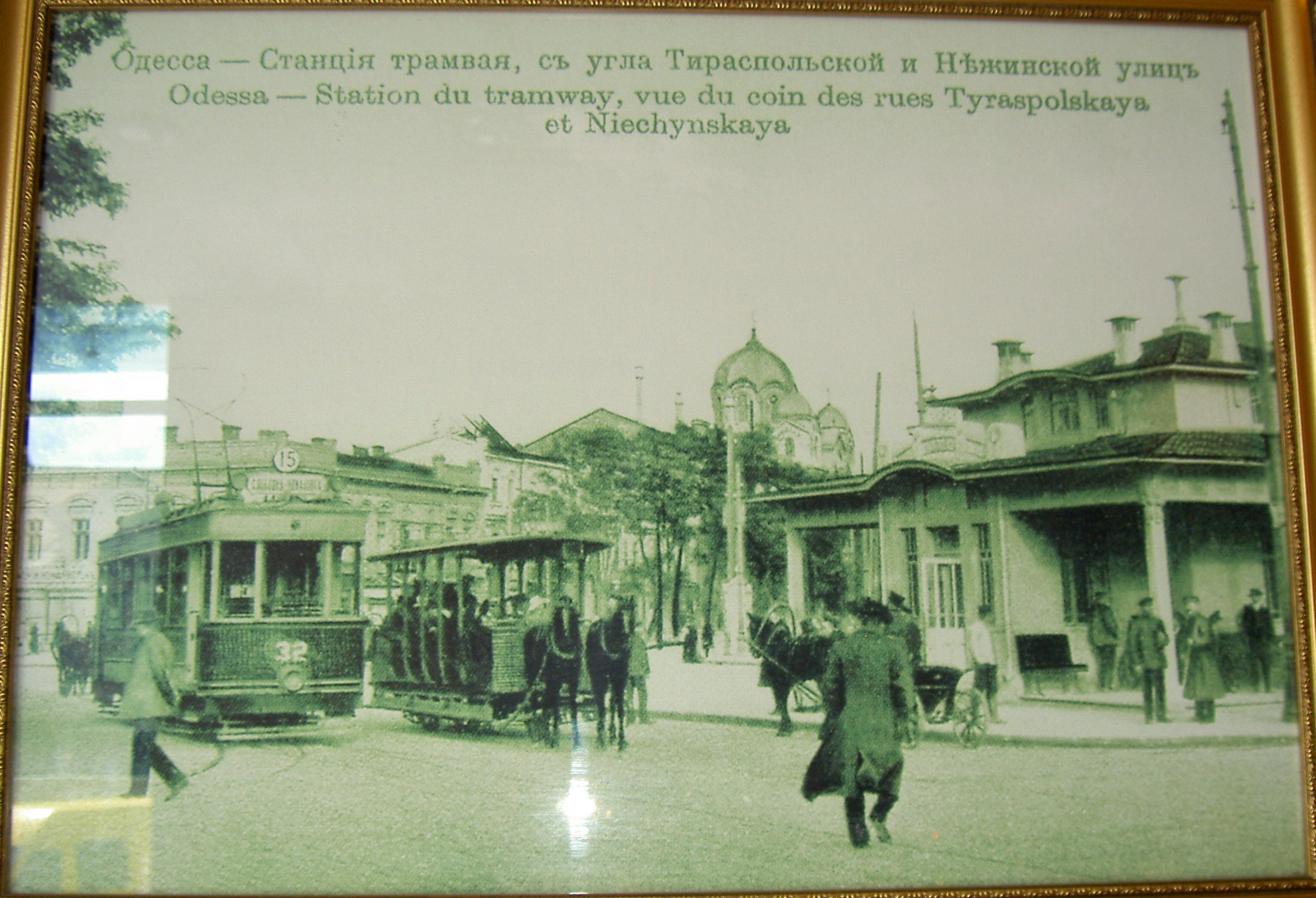
Тираспольська площа на старій листівці

Із приходом до влади більшовиків назву площі змінили на 1905 року, на честь Першої російської революції. У 1941 році площі було повернено назву, яка проіснувала аж до 1955 року, коли її знову назвали «1905 року». 20 жовтня 1990 року площі повернено історичну назву — «Тираспольська площа».